# Kucadikadi
Els kucadikadi són una banda dels paiute del nord que viu vora el llac Mono al comtat de Mono (Califòrnia). Són la banda més meridional dels paiute del nord. Els kucadikadi parlen paiute del nord, que forma part de la branca de les llengües numic de la família lingüística uto-asteca. Molts membres de la banda kucadikadi estan registrats en tribus reconegudes federalment de les nacions paiute, washo, yokut, miwok, i monachi occidental. Altres han cercat el reconeixement com els miwok de la Sierra Meridional i la Comunitat índia del llac Mono, amb seu a Lee Vining (Califòrnia).
Kucadikadi vol dir "menjadors de larves d'ehydridae." També se'ls coneix com a Kutsavidökadö, Koza'bittukut'teh, Kotsa'va, Mono Lake Paiute, Mono Basin Paiute, i Kuzedika. Sydney Lamb els dona el nom nom de kwicathyhka, "menjadors de larves", o Paviotso del llac Mono. El terme "Paiute del Llac Mono," un vestigi de la literatura antropològica primerenca, ha resultat problemàtic.

## Cultura i geografia

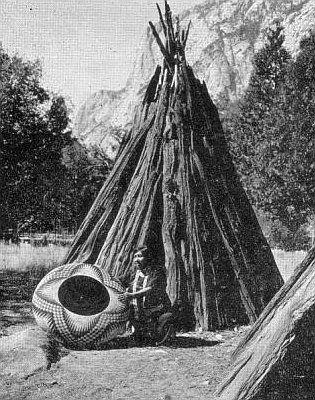
Lucy Telles davant del seu tomogani amb una cistella, Yosemite National Park, 1933

La pàtria dels kucadikadi's envolta el llac Mono a l'est de Califòrnia, però tradicionalment van viatjar a Walker Lake (Nevada) per a les activitats estacionals de subsistència. El llac Mono és una zona d'alt piemont de Sierra Nevada. L'altitud mitjana de la conca del llac Mono és al voltant de 2.000 metres sobre el nivell del mar. Les muntanyes dels voltants varien en elevació dels 2.700 als 4.000 metres. El llac Mono és extremadament salí i és la llar de diverses espècies d'aus aquàtiques i la mosca de salmorra o Ephydra hians o hians hydropyrus de la qual el banda pren el seu nom. Pinus monophylla ha estat una font important d'aliments, així com les llebres, cérvols, muflons i l'arna Coloradia pandora.
La família extensa era la unitat social bàsica de les bandes que es movien juntes com un grup. Comerciaven amb els paiute de la Vall d'Owens i mono occidental.
Els arqueòlegs han trobat tres habitacles d'hivern de finals del segle xix. Són cases còniques construïdes amb pals de ginebre de Utah o Juniperus osteosperma. Els habitacles d'hivern d'aquesta classe s'anomenen tomogani i van ser construïts per la banda fins a 1920.

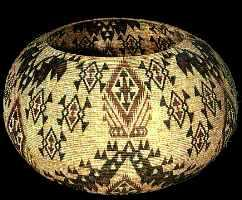
Cistelleria d'espiral fina feta per Carrie Bethel, cistella de 30" de diàmetre, 1931–1935

La banda és coneguda per la seva cistelleria. Van teixir cistells en espiral i torçades. El color s'obté de la falguera i cercis per a les cistelles enrotllades.
A finals del segle xix i principis de segle xx, la invasió dels no nadius al seu territori va interrompre l'estil de vida tradicional de caça i recol·lecció, de manera que els membres de la tribu van recolzar-se en la indústria del turisme. La venda de cistelles elaborades als turistes no indígenes es va convertir en forma viable de guanyar-se la vida.
Les comptes de vidre van ser introduïdes pels no indis i les dones kucadikadi van començar a incorporar els grans de llavor en les seves cistelles des de 1908.